# Mexuar

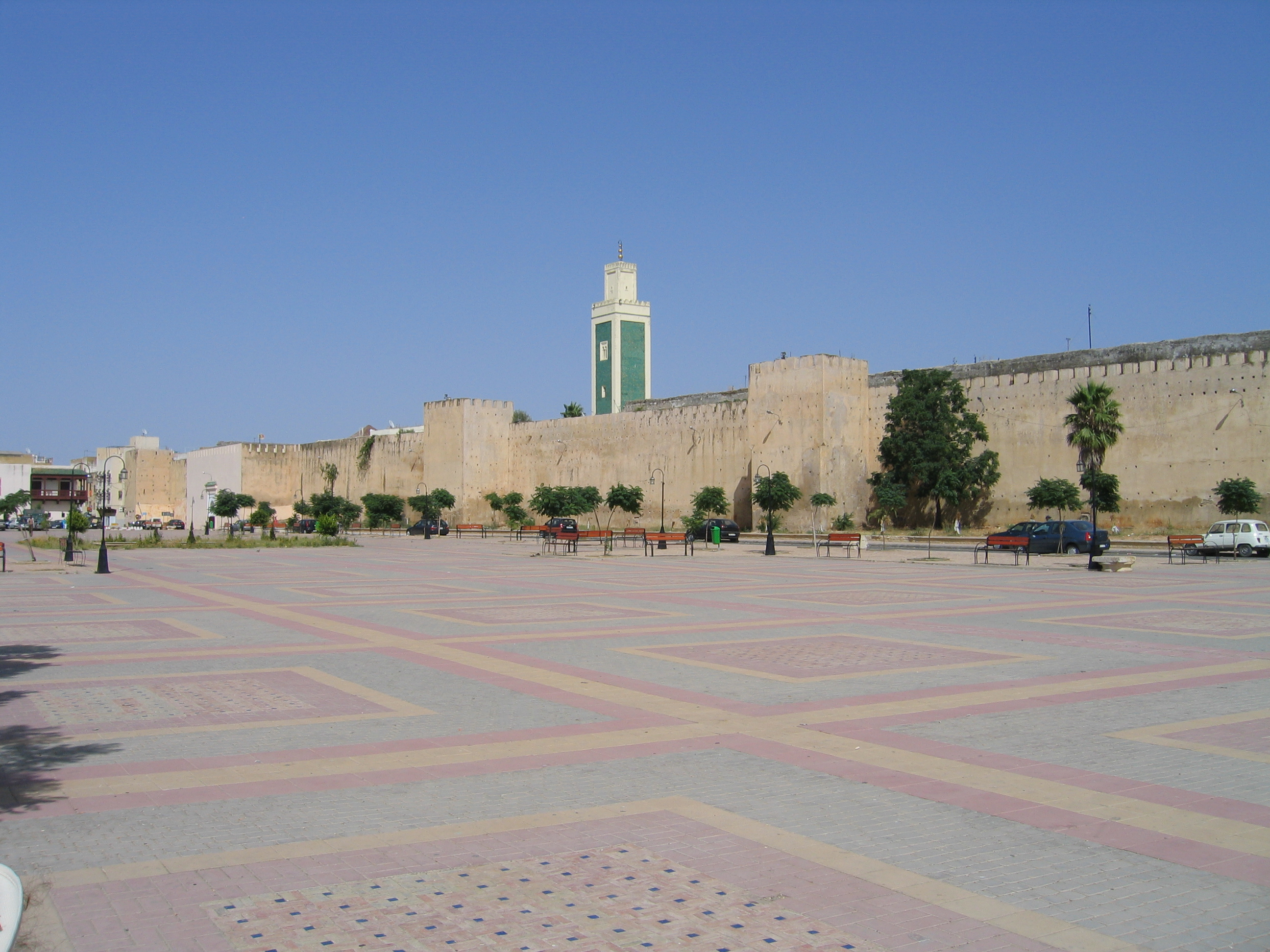
Plaza de Lalla Aouda, antiguo mexuar de Mequinez, Marruecos (parte de la Qasba de Mulay Ismaíl de los siglos -.

Mexuar o meshwar (en árabe: مشور‎, romanizado: maswar, meshwar;  en francés: méchouar; en inglés: mechouar) es un tipo de emplazamiento, típicamente un patio dentro de un palacio o una plaza pública a la entrada de un palacio, en el Magreb (oeste de África del Norte) o en el histórico Al-Ándalus (España y Portugal musulmanes). Puede cumplir varias funciones, como lugar de reunión o consulta (en árabe: michawara), zona administrativa donde se gestionan los asuntos del gobierno. Históricamente, era el lugar donde el sultán celebraba audiencias, recepciones y ceremonias. A veces también se denomina así a una zona más amplia que engloba el palacio, como la ciudadela o el barrio real de una ciudad,

## Historia

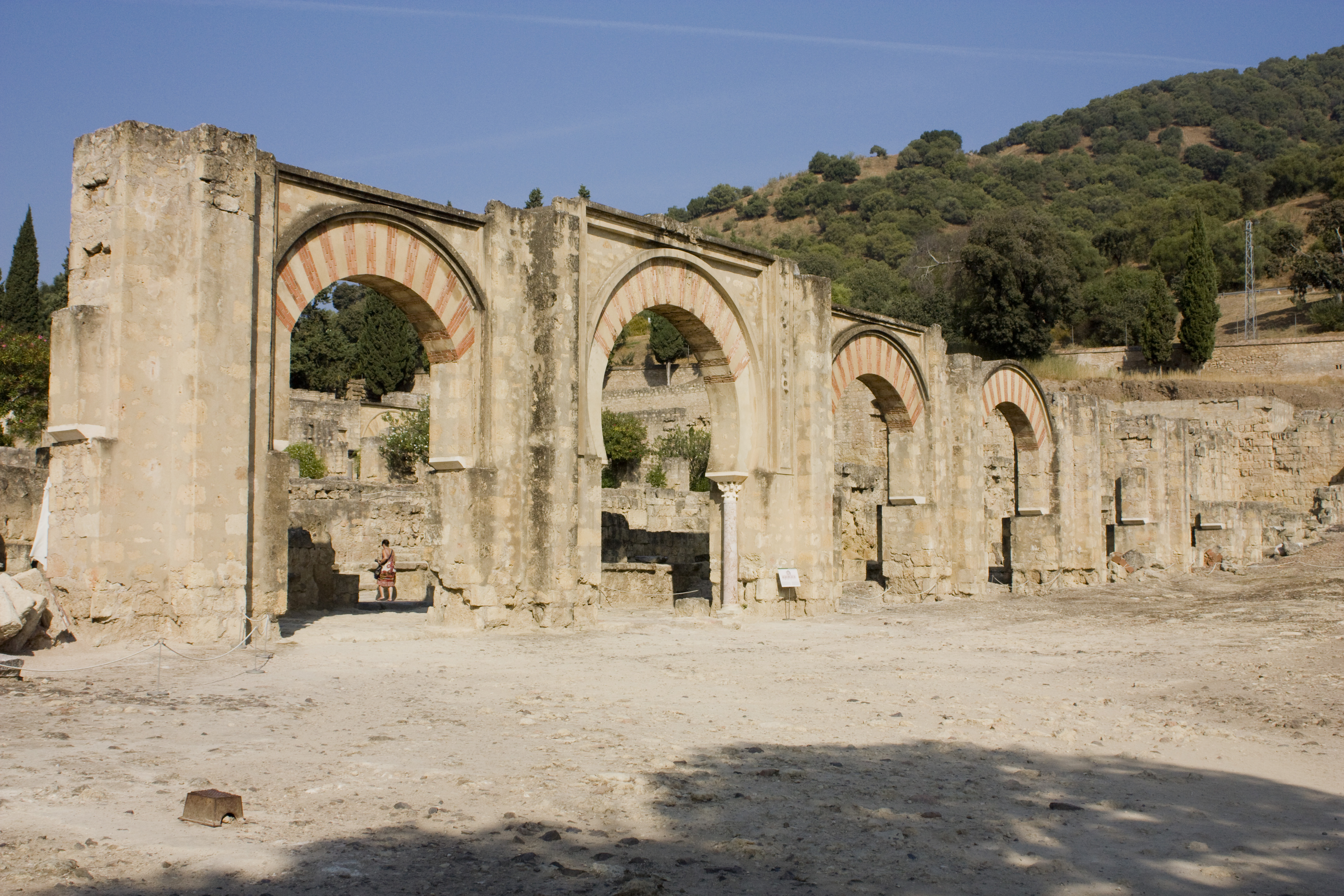
Restos de un pórtico monumental en la antigua entrada pública de Madinat al-Zahra, Córdoba, en el borde de una gran plaza que pudo ser análoga a un mexuar.

Frente a la entrada o puerta principal de los primeros palacios reales de Al-Ándalus y África del Norte  solía haber una plaza pública oficial o un espacio ceremonial, aunque las fuentes históricas no empleaban necesariamente el término meshwar para designarlos. Algunos ejemplos notables son la plaza situada frente a la puerta Bab al-Sudda del Alcázar andalusí de Córdoba]] (siglos VIII-X) de Córdoba donde se llevaban a cabo las ejecuciones públicas y donde el califa de Córdoba se sentaba en un mirador construido sobre la puerta del palacio, así como la plaza ceremonial Bayn al-Qasrayn frente a la Puerta Dorada (Bab al-Dhahab) de los palacios fatimíes en El Cairo, Egipto, donde el califa fatimí también tenía un balcón sobre la puerta desde el que podía observar las ceremonias que se celebraban abajo. También existía una plaza o espacio abierto similar a la entrada de la ciudad-palacio de Medina Azahara (siglo X), al final del camino que conducía a ella desde la cercana Córdoba.: 76  Un par de siglos más tarde, la Qasba de Marrakech, construida por los almohades a finales del siglo XII, incluyó una plaza pública principal, conocida como asaraq. Estaba situado en la parte administrativa y de servicio de la ciudadela, pero también daba acceso a la entrada de los palacios privados del sultán.

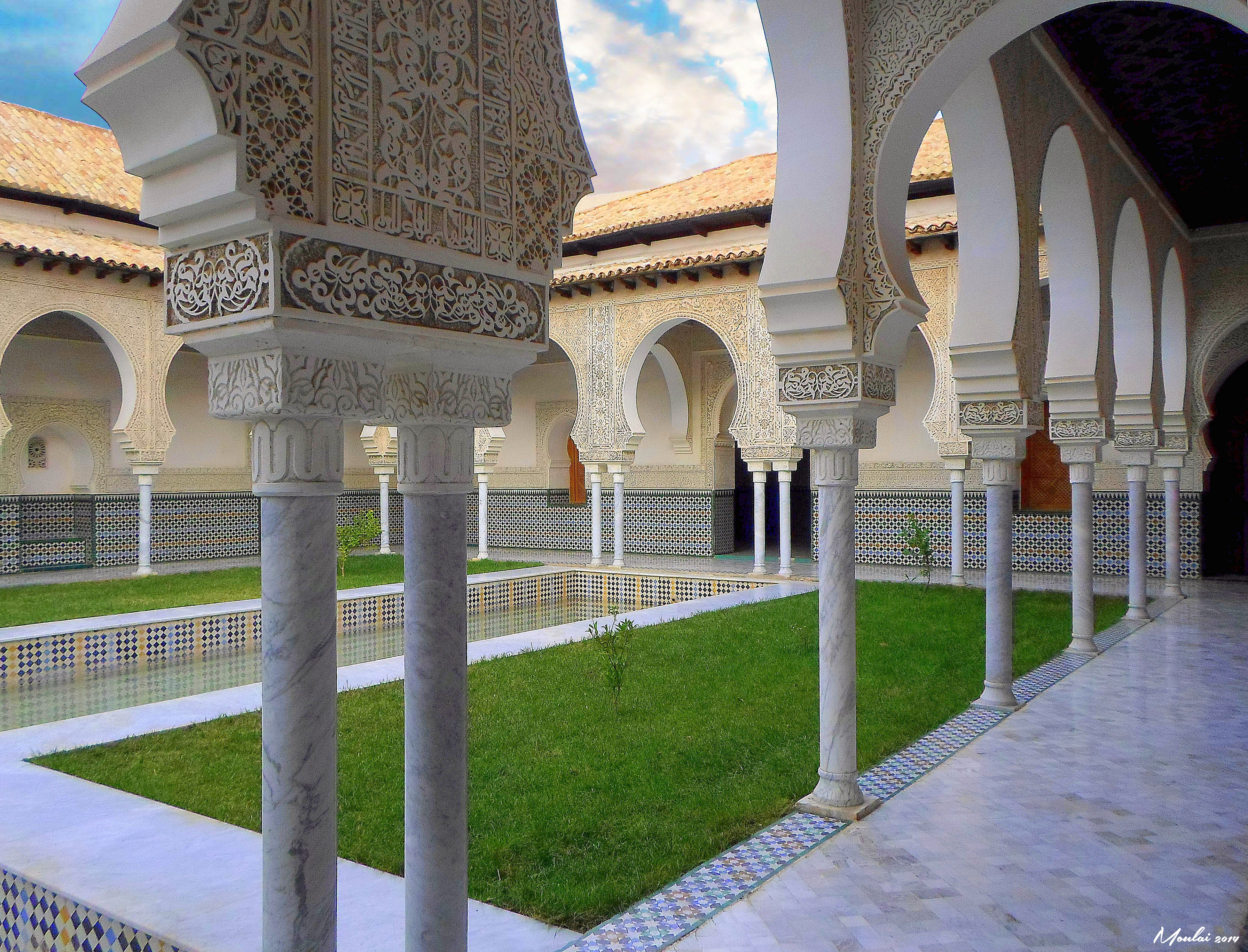
El Palacio del Mexuar en Tremecén, Argelia.

El término mexuar se utilizó más tarde para designar las zonas de recepción o las salas de consejo de los palacios de la región durante los siglos XIII-XIV y posteriores. Por ejemplo, un mexuar formaba parte de la ciudadela de Mansourah construida por los meriníes en el siglo XIV a las afueras de Tremecén, Argelia, por ejemplo. Antes de esto, también en Tremecén, la dinastía ziyánida creó una ciudadela real conocida como la Qal'at al-Mashwar ("Ciudadela del Mexuar"), aún hoy conocida como Palacio del Mexuar. Estaba ubicada sobre una fortaleza almohade anterior y actuó como residencia real y centro de poder de la ciudad en muchos periodos.: 223 

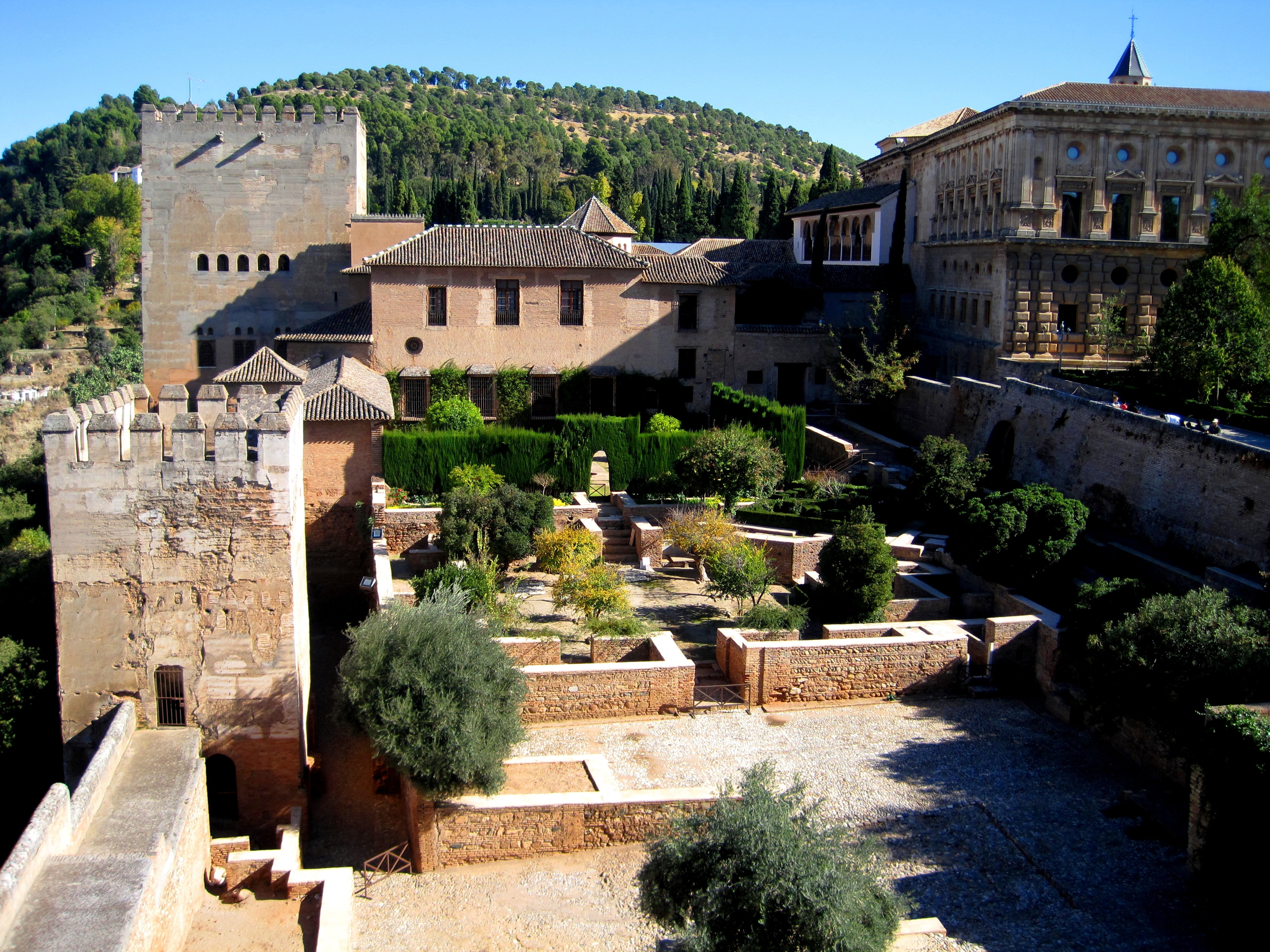
Restos del Mexuar de la Alhambra de la dinastía nazarí.

Una sección del Mexuar de la Alhambra, construido por los dinastía nazaríes en los Palacios de la Alhambra de Granada, se componía de una puerta principal de entrada exterior seguida de dos patios consecutivos que conducían a una cámara del consejo en su extremo oriental, todo ello separado de los palacios del emir (el Patio de los Arrayanes, el Patio de los Leones) situados más al este. Alrededor de los patios se dispusieron otras cámaras: el primer patio lo utilizaban probablemente los secretarios y funcionarios de la administración del Estado, incluida la cancillería o diván, mientras que el segundo patio lo utilizaba el emir para las audiencias oficiales. El primer patio tenía incluso su propia mezquita.: 269–272 

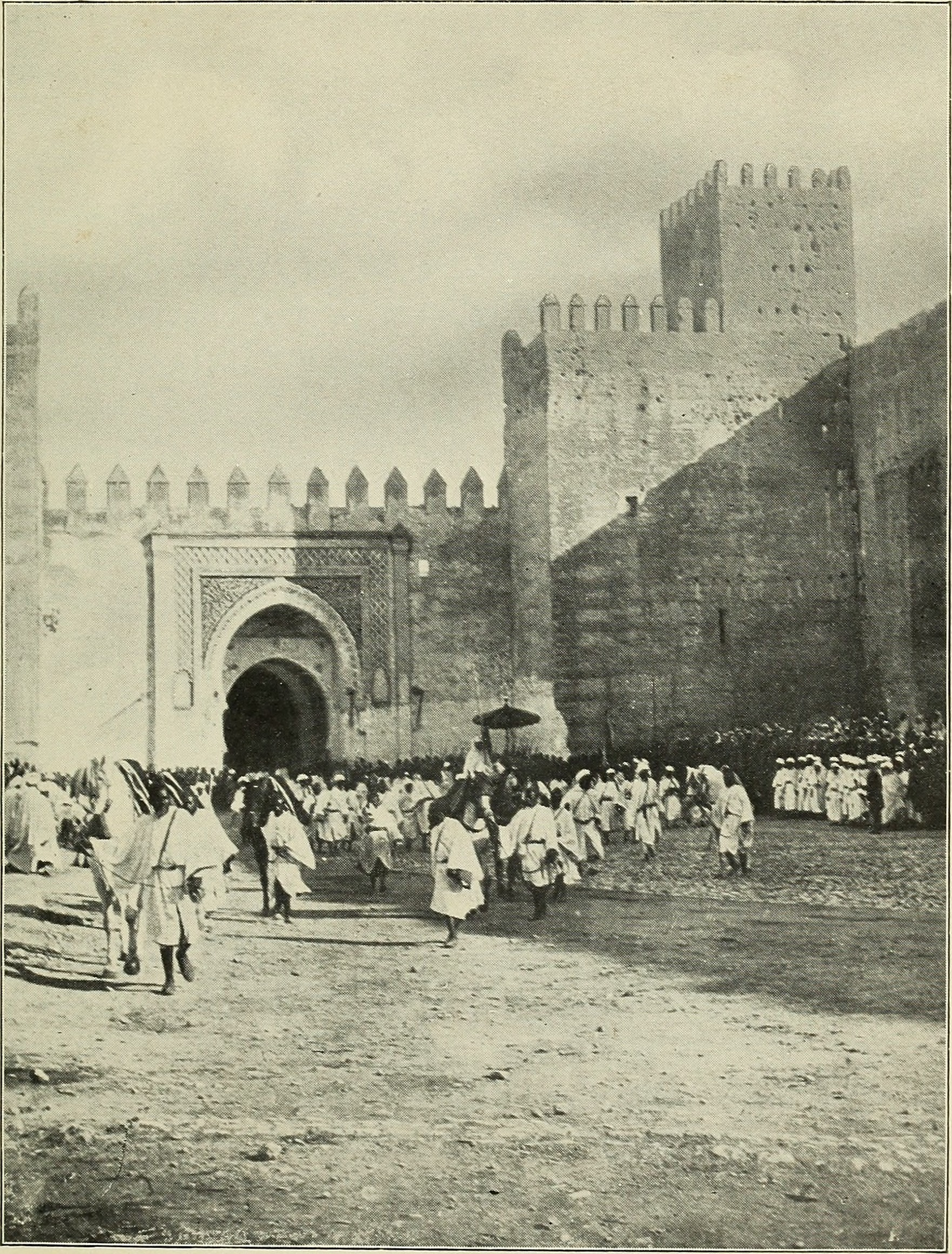
Fotografía de 1912 que muestra la recepción del sultán en el Nuevo Mexuar frente a Bab Dekkakin en Fez, Marruecos.

Más tarde, los mexuares se convirtieron en un elemento habitual de la mayoría de los palacios reales (denominados dar al-majzén) de Marruecos, muchos de los cuales datan de la última época de la dinastía alauí (siglos XVII-XX). Por lo general, se trataba de grandes plazas abiertas situadas a las puertas del palacio u ocupando un espacio entre la entrada principal exterior del palacio y los palacios interiores de la residencia privada del sultán. Se utilizaban como zonas de recepción, plazas públicas para desfiles militares y lugares donde el sultán o el al-caid' (principal funcionario judicial de la ciudad) recibían peticiones. Algunos mexuares interiores, situados dentro de los recintos palaciegos, se utilizaban como sección administrativa del palacio, donde trabajaban o recibían audiencia diversos funcionarios del Estado. Ejemplos de estos mexuares son los múltiples del Dar al-Majzén en Fez, los mexuares a lo largo del lado sur del Dar al-Majzén y la Qasba de Marrakech,  la plaza Lalla Aouda de la Qasba de Mulay Ismaíl (y también en cierta medida la cercana plaza El-Hedim) en Mequinez, y el mexuar de la Qasba de Tánger, entre otros. El moderno Dar al-Majzén de Rabat incluye también una vasta explanada llamada el Mexuar, nombre que a veces se aplica a todo el barrio palaciego en general.